# Cultura dei campi di urne

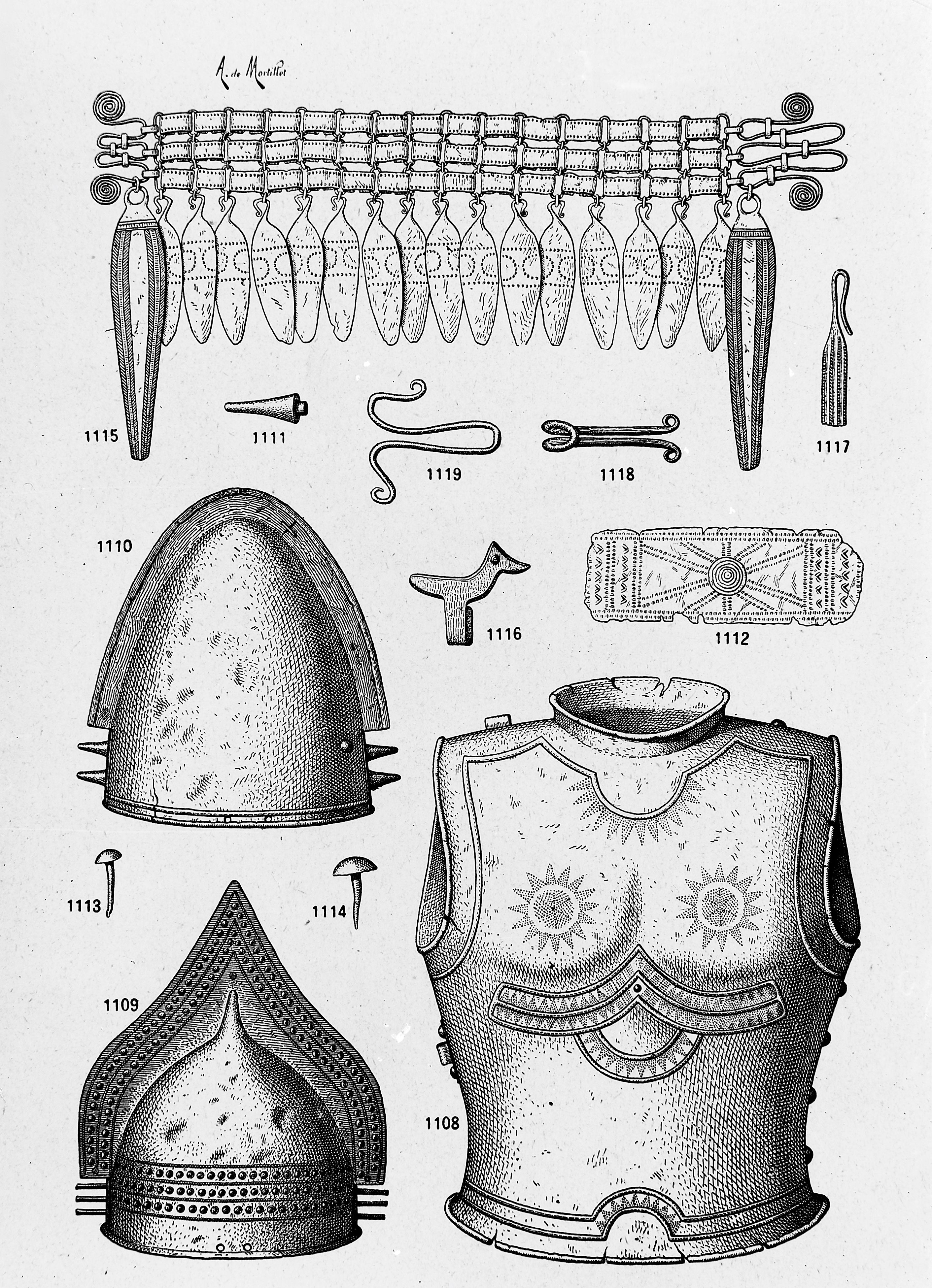
Artefatti in bronzo della cultura dei campi di urne

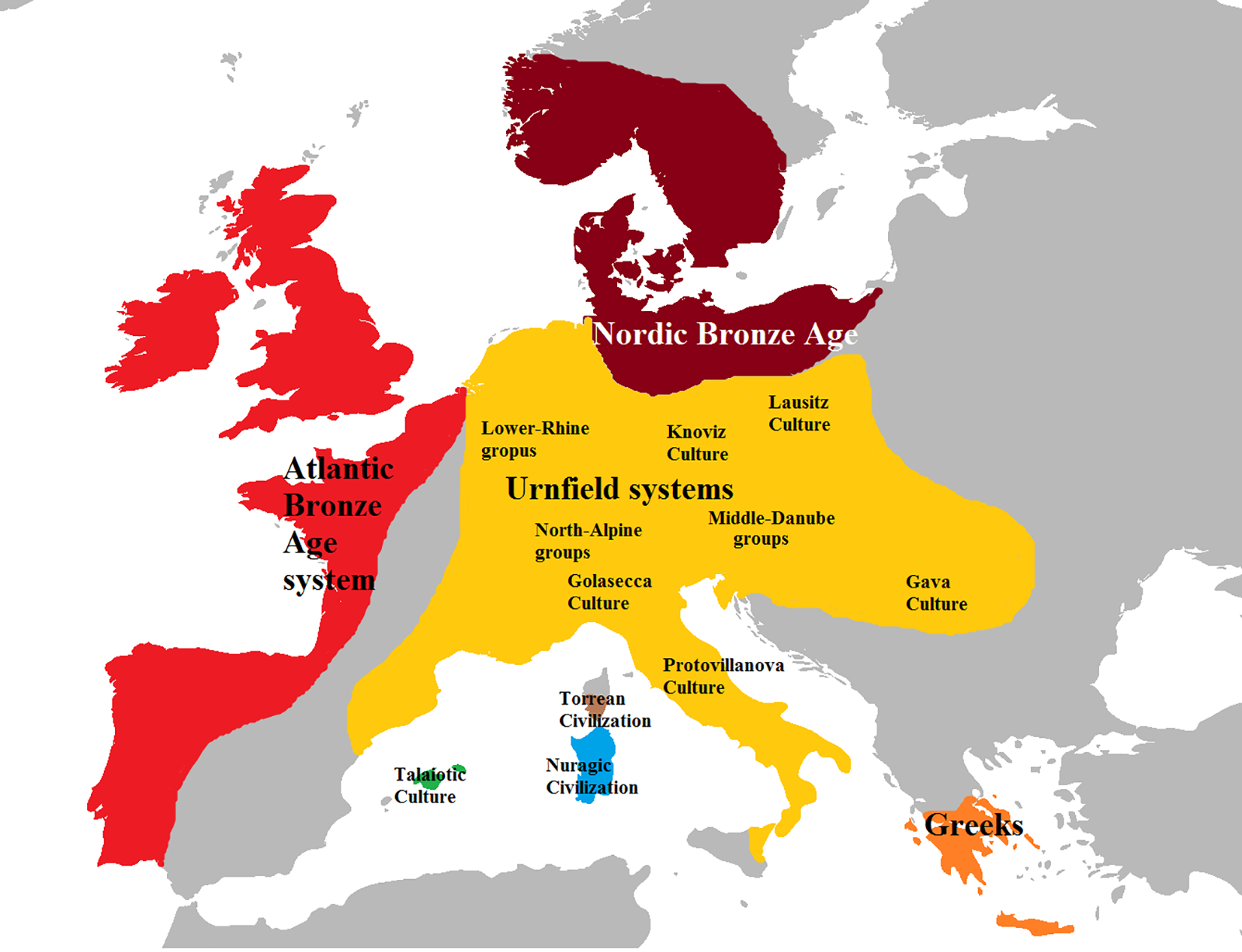
Europa nella tarda età del Bronzo.

La cultura dei campi di urne è una cultura della tarda età del bronzo (XIII - metà dell'VIII secolo a.C.), sviluppatasi nell'Europa centrale. Questa cultura seguì la cultura dei tumuli (media età del bronzo) e precedette la cultura di Hallstatt (età del ferro).
Venne definita dallo studioso di preistoria Ernst Wagner, che individuò simili caratteristiche presenti in diverse culture regionali contemporanee, per altri versi piuttosto differenziate. La caratteristica principale, dalla quale la cultura prese il nome, venne individuata nell'introduzione del rito funerario della cremazione, al posto della precedente inumazione e dalla sepoltura dei resti cremati in urne. Probabilmente l'introduzione e la diffusione progressiva di nuove credenze religiose comportò un cambiamento degli usi funerari.

## Cronologia
Il passaggio tra le culture della media età del bronzo e la cultura dei campi di urne fu graduale e la sua data di inizio deve ancora essere fissata con certezza. Testimonianze di questa cultura furono inizialmente identificate nelle fasi A e B del sito di Hallstatt, precedenti alle fasi C e D, che appartengono invece alla cultura di Hallstatt e all'età del ferro.
Hermann Müller-Karpe, sulla base dei ritrovamenti del sito di Hallstatt, definì una serie di fasi, la cui datazione venne in seguito precisata da Paul Reinecke e, per le zone meridionali dell'Europa centrale, da Lothar Sperber ("Ha" è la sigla per "Hallstatt"; "Bz" è la sigla per "bronzo"):
- Bz D - fasi Ia e Ib - (1300-1200 a.C.);
- Ha A1 - fase IIa - (1200-1100 a.C.);
- Ha A2 - fase IIb - (1100-1020 a.C.);
- Ha B1 - fase IIc - (1020-920 a.C.);
- Ha B2 - fase IIIa - (920-800 a.C.);
- Ha B3 - fase IIIb - (800-750 a.C.).

L'esistenza dell'ultima fase (Ha B3 o fase IIIb) è stata tuttavia contestata da alcuni studiosi e l'evidenza sembra rappresentata unicamente da sepolture femminili.
La maggior parte dei campi di urne furono abbandonati alla fine dell'età del bronzo e solo alcuni siti nel basso Reno continuarono ad essere in uso durante l'età del ferro (periodi Ha C e persino Ha D).

## Diffusione
La suddivisione in fasi si basa sul riconoscimento di cambiamenti tipologici, i quali tuttavia probabilmente non si diffusero contemporaneamente per tutta l'estensione dei territori interessati da questa cultura.
Il rito dell'incinerazione si diffuse abbastanza rapidamente a partire dai massicci prealpini orientali o dai Balcani, ma non sempre sostituì immediatamente il precedente rito dell'inumazione: in alcune zone della Germania si ebbero contemporaneamente sepolture dei due tipi e i corredi funebri mostrano una mescolanza di materiali della "cultura dei tumuli" e della "cultura dei campi di urne".
Nella zona francese (valli della Loira, della Senna e del Rodano) il cambiamento degli usi funerari si sovrappose ad una notevole continuità culturale fin dall'epoca neolitica.
Nelle regioni più settentrionali infine la "cultura dei campi di urne" si manifestò compiutamente solo tardivamente, nel periodo Ha A2 (o fase IIb).
La diffusione raggiunse infine una vasta area dell'Europa centrale, dall'Ungheria occidentale alla Francia orientale e dalle Alpi alle coste del mare del Nord.

### Culture regionali
Esistono forti differenze regionali e culture locali nettamente distinte, soprattutto in base alle particolarità della ceramica:
- cultura di Knovíz[1] (Boemia nord-occidentale, Turingia meridionale e Baviera nord-orientale);
- cultura di Milavče[2] (Boemia sud-occidentale);
- gruppo di Unstrut[3] (Turingia): si tratta di un gruppo misto, con elementi della cultura Knovíz e della cultura dei campi d'urne sud-tedesca;

Campi di urne del medio-Danubio:
- gruppo di Velatice-Baierdorf[4] (Moravia e Austria);
- gruppo di Vál in Ungheria occidentale;
- cultura di Čaka nella Slovacchia occidentale;
- gruppo di Chotín in Slovacchia meridionale.

Campi di urne della Germania meridionale:
- gruppo della Baviera nordorientale, a sua volta suddiviso in un sottogruppo basso bavarese e in uno dell'Alto Palatinato;
- gruppo svevo-alto hessiano;
- gruppo renano-svizzero, che si estende anche alla Francia orientale (abbreviato in francese: RSFO);

Campi di urne del basso-Reno:
- gruppo basso hessiano;
- gruppo nord dei Paesi Bassi e vestfalico;
- gruppo del nord-est, nella regione del delta del Reno e della Mosa.

Cultura di Gáva (Ungheria orientale, Slovacchia orientale, Transilvania occidentale).
Spesso le aree di diffusione dei manufatti ceramici che appartengono a questi gruppi mostrano confini netti, che potrebbero indicare l'esistenza di strutture politiche (tribù) differenziate.
Gli oggetti in metallo mostrano invece una distribuzione più ampia rispetto a quella della ceramica e con confini differenti: si tratta probabilmente infatti delle produzioni di officine specializzate, che lavoravano per i ceti dominanti di una vasta area.

### Ascrizione etnica
La varietà dei gruppi regionali appartenenti a questa cultura permette di escludere la presenza di un'uniformità etnica. Marija Gimbutas collegava i diversi gruppi regionali centroeuropei ad altrettante proto-popolazioni:  proto-Italici, Veneti, proto-Celti, proto-Illiri e proto-Frigi (nonché proto-Traci e proto-Dori), che si stabiliranno successivamente, attraverso delle migrazioni, nelle loro sedi storiche. Questa migrazione (contestata da alcuni) avvenne durante il periodo denominato collasso dell'età del bronzo e fu forse propiziata da cambiamenti climatici. Comunità di contadini-allevatori, supportate da capi-guerrieri, introdussero in varie regioni dell'Ovest e del Sud Europa il nuovo rito della cremazione, nuovi stili ceramici e la diffusione di oggetti metallici in larga scala nonché una nuova religione e le lingue indoeuropee.

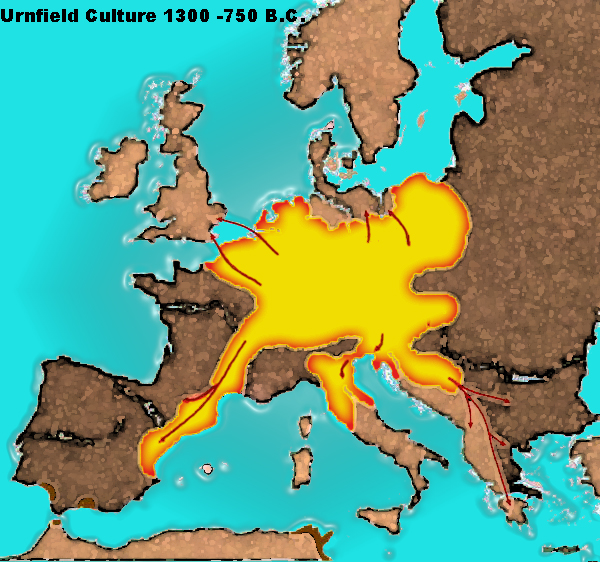
Espansione dei campi d'urne.

### Culture affini
La cultura lusaziana nell'Europa orientale (Polonia, Sassonia e Brandeburgo) presenta notevoli somiglianze con la cultura dei campi di urne, soprattutto nelle zone occidentali e secondo alcuni studiosi ne fa parte nella sua fase iniziale, ma sembra essere proseguita anche nell'età del ferro senza apparente soluzione di continuità.
La cultura di Piliny, diffusa nell'Ungheria settentrionale e nella Slovacchia, si sviluppò dalla "cultura dei tumuli", ma utilizzò anch'essa sepolture con urne. La ceramica di questa cultura mostra a sua volta stretti legami con il gruppo di Gáva, diffuso in Ungheria orientale e Transilvania, e nella sua fase più tarda fu fortemente influenzata dalla cultura lusaziana.
Campi di urne si ritrovano anche, tra il IX e l'VIII secolo a.C., nella Linguadoca francese e in Catalogna, dove il cambiamento negli usi funerari fu probabilmente influenzato dallo sviluppo della "cultura dei campi di urne".
Anche le culture protovillanoviana e di Canegrate, dell'Italia settentrionale e centrale, nelle quali si diffuse l'uso dell'incinerazione, mostrano uno sviluppo parallelo a quello della "cultura dei campi di urne".

## Gli usi funerari
Nella "cultura dei tumuli" erano frequenti sepolture multiple ricoperte da tumuli, almeno per i ceti sociali più elevati, mentre nella "cultura dei campi di urne" prevalgono le sepolture in tombe singole, sebbene i tumuli non siano del tutto assenti.

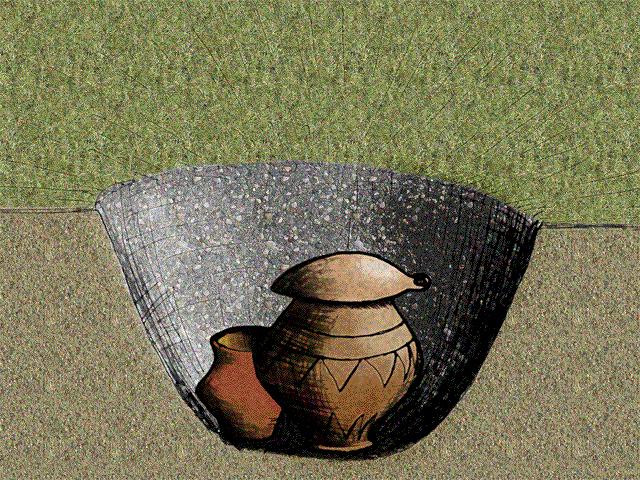
Una tipica sepoltura della "cultura dei campi d'urne"

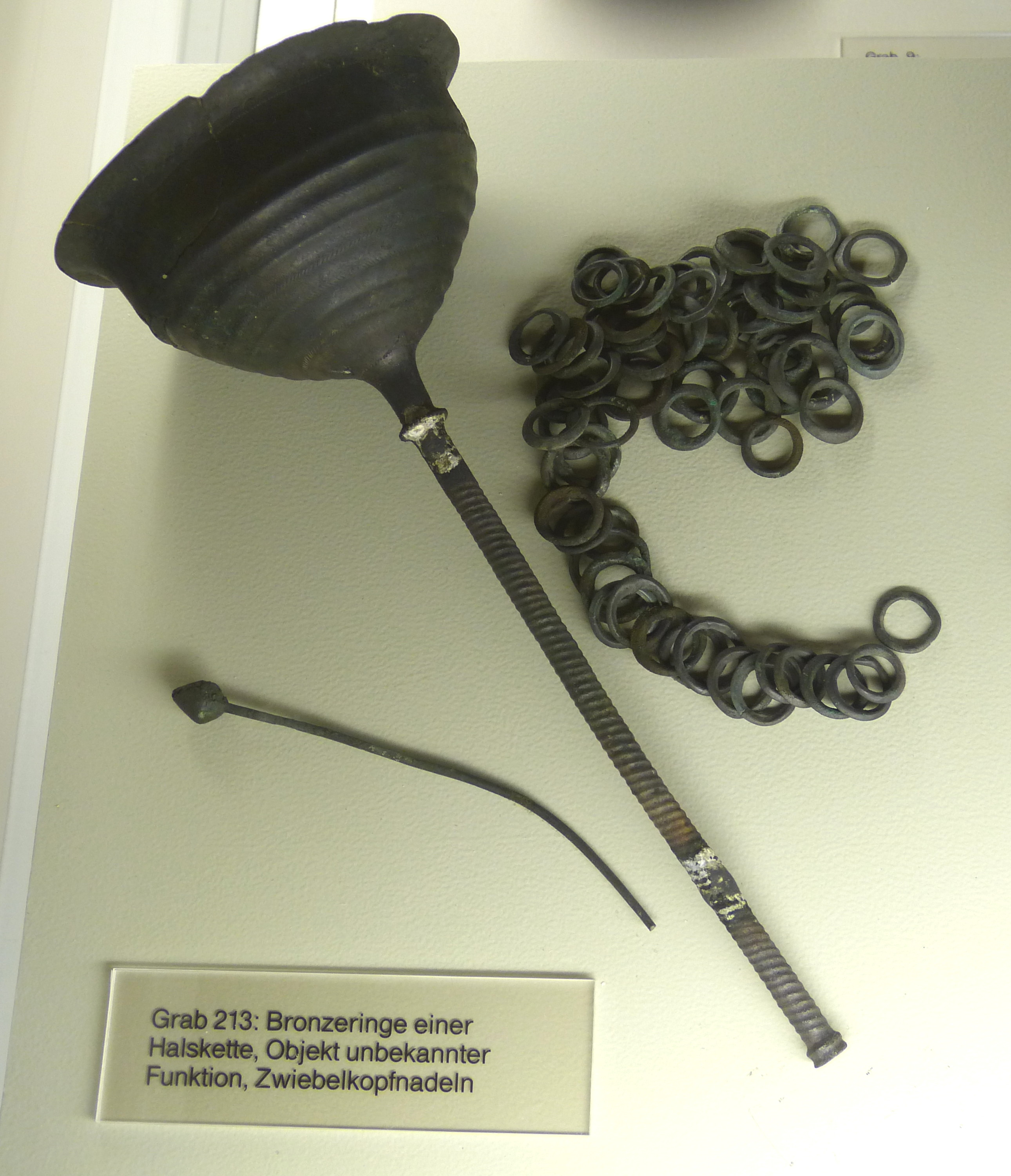
Artefatti da una sepoltura presso Kelheim

In generale i resti delle cremazioni erano sepolti in vaste necropoli, costituite da numerose tombe individuali a pozzetto: nel sito di Kehlheim sono più di 258 e nel sito di Zuchering più di 316. In alcuni casi sono necropoli di minori dimensioni (nel Baden-Württemberg il cimitero più grande contiene solo 30 tombe). Alcune tombe sono fosse circolari più ampie, con l'urna deposta in un cassone di pietra, oppure sono contenute in tumuli.
Nelle prime fasi del periodo dei campi di urne, vennero scavate tombe a fossa, a volte provviste di un pavimento in pietra, nelle quali venivano deposti i resti cremati del defunto. Solo più tardi divenne prevalente la sepoltura nelle urne. Alcuni studiosi hanno supposto che questo cambiamento sia stato l'effetto di un'importante modifica nelle credenze di queste popolazioni circa la vita dopo la morte.
Nel rito funebre il defunto era collocato su una pira funebre, coperto con i gioielli personali, che spesso mostrano tracce di fuoco, e a volte insieme ad offerte di cibo (nei corredi si sono rinvenute ossa bruciate di animali). I resti delle ossa del defunto, raccolti dopo la cremazione, sono generalmente di maggiori dimensioni che nel periodo romano e questo indica che veniva probabilmente utilizzata una minore quantità di legna per la cremazione.
Le ossa cremate e le ceneri venivano quindi deposte nella tomba: a volte la concentrazione delle ossa al momento del ritrovamento indica che erano state deposte in un contenitore di materiale organico poi dissoltosi, mentre altre volte sono semplicemente sparse nella tomba.
Quando le ossa erano collocate in un'urna, questa era spesso coperta da una profonda scodella o da una pietra. In un particolare tipo di sepoltura ("tombe a campana") l'intera urna era ricoperta da un recipiente ceramico più grande rovesciato. Dato che le tombe raramente interferiscono tra loro, dovevano essere segnate in superficie da pali di legno o pietre. Pietre tombali sono caratteristiche del gruppo di Unstrut.

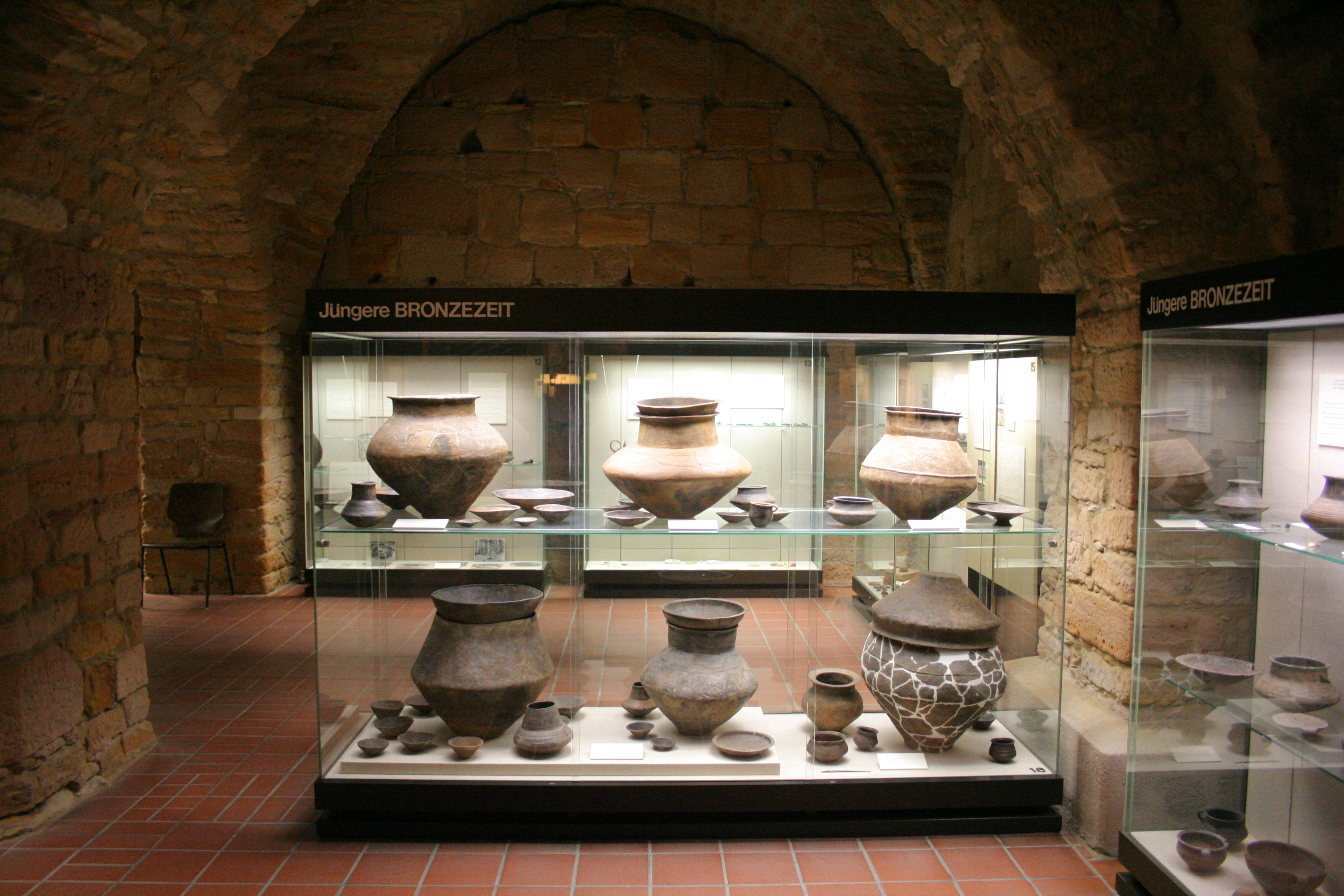
Urne cinerarie

### Il corredo funerario
L'urna contenente i resti del defunto era spesso accompagnata da altri piccoli recipienti ceramici, come scodelle e coppe, che contenevano probabilmente offerte in cibo: l'urna era piazzata al centro degli altri oggetti del corredo.
Gli oggetti metallici del corredo (rasoi e armi, spesso deliberatamente rotti o piegati, gioielli e fibule), divennero più rari verso la fine del periodo. Perline di vetro o grani di ambra rappresentavano oggetti di lusso.
Nei casi delle sepolture più ricche, spesso collocate in ciste di pietra, il corredo poteva comprendere raffinate ceramiche, ossa di animali (soprattutto suini), a volte anelli o lamine d'oro e in casi eccezionali carri in miniatura.
In alcuni casi, per i membri delle classi dominanti la sepoltura avvenne con l'utilizzo di carri di rappresentanza, bruciati sulla pira funebre insieme al defunto. Anche la presenza di armi nel corredo funerario segna la presenza di un guerriero e presumibilmente un ruolo sociale dominante. Le spade tuttavia sono raramente deposte nelle tombe e sono state più frequentemente rinvenute nei depositi votivi.
Verso la fine del periodo alcuni defunti furono bruciati sul luogo stesso della sepoltura, in seguito coperto da un tumulo, secondo un uso attestato nell'Iliade di Omero per la sepoltura di Patroclo.

## Cultura materiale

### Ceramica

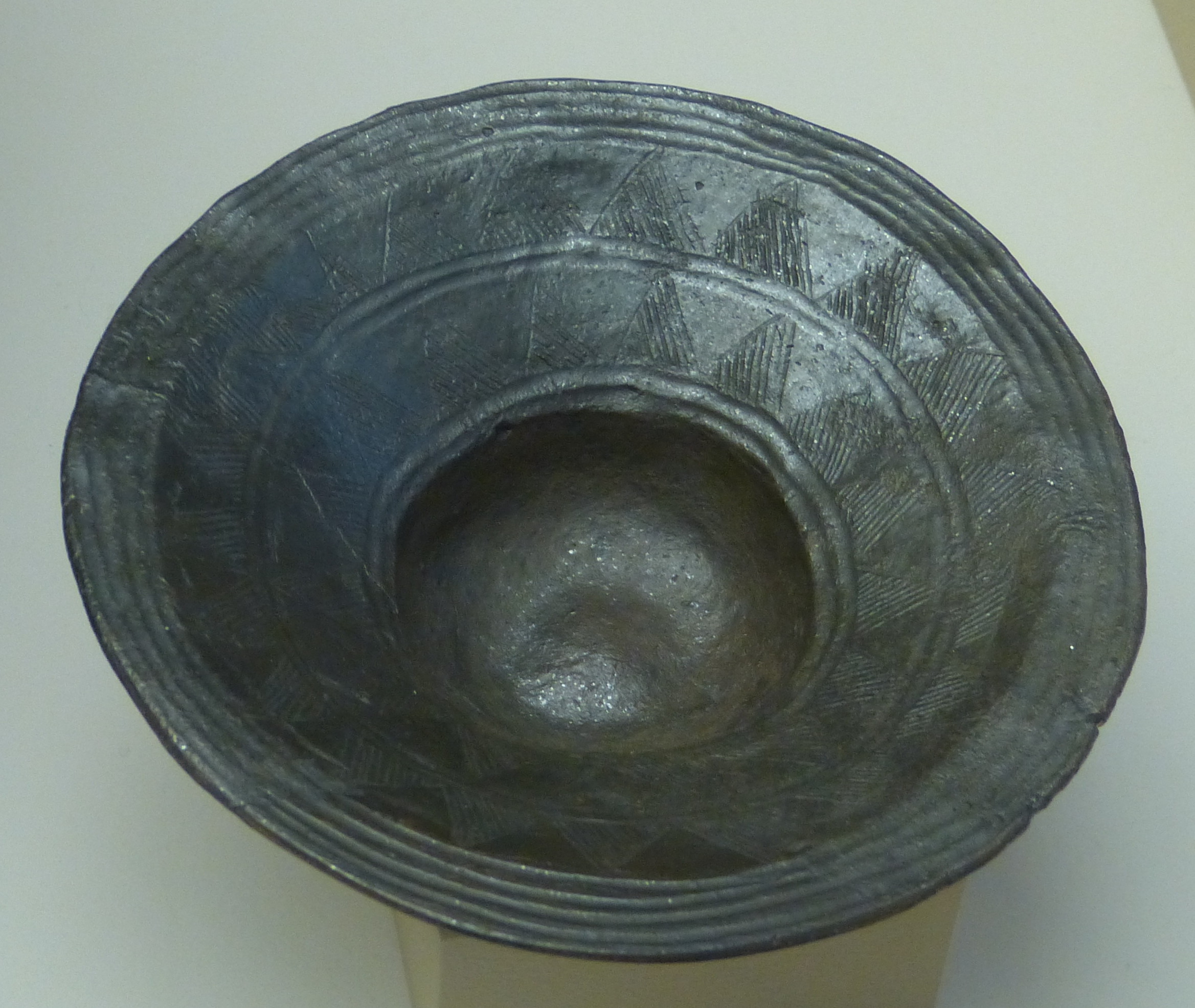
Ceramica

La ceramica era di fattura raffinata, con superfici lisce ed omogenee che testimoniano l'utilizzo di forni elaborati per la cottura. Le forme hanno in genere profili nettamente carenati e si ritiene che alcune imitassero prototipi metallici. Forme caratteristiche sono i vasi biconici con colli cilindrici.
Erano presenti poche decorazioni incise, ma la maggior parte della superficie era generalmente lasciata liscia; comuni anche le decorazioni scanalate. Nei siti svizzeri, la decorazione incisa era riempita a volte con sottili fogli di stagno.
Dovevano essere diffusi anche i recipienti in legno, che tuttavia si sono conservati solo in contesti umidi.

### Oggetti in bronzo
Altri recipienti erano coppe realizzate con lamine di bronzo battuto e con anse fissate con chiodi, o grandi calderoni con decorazioni aggiunte a croce.

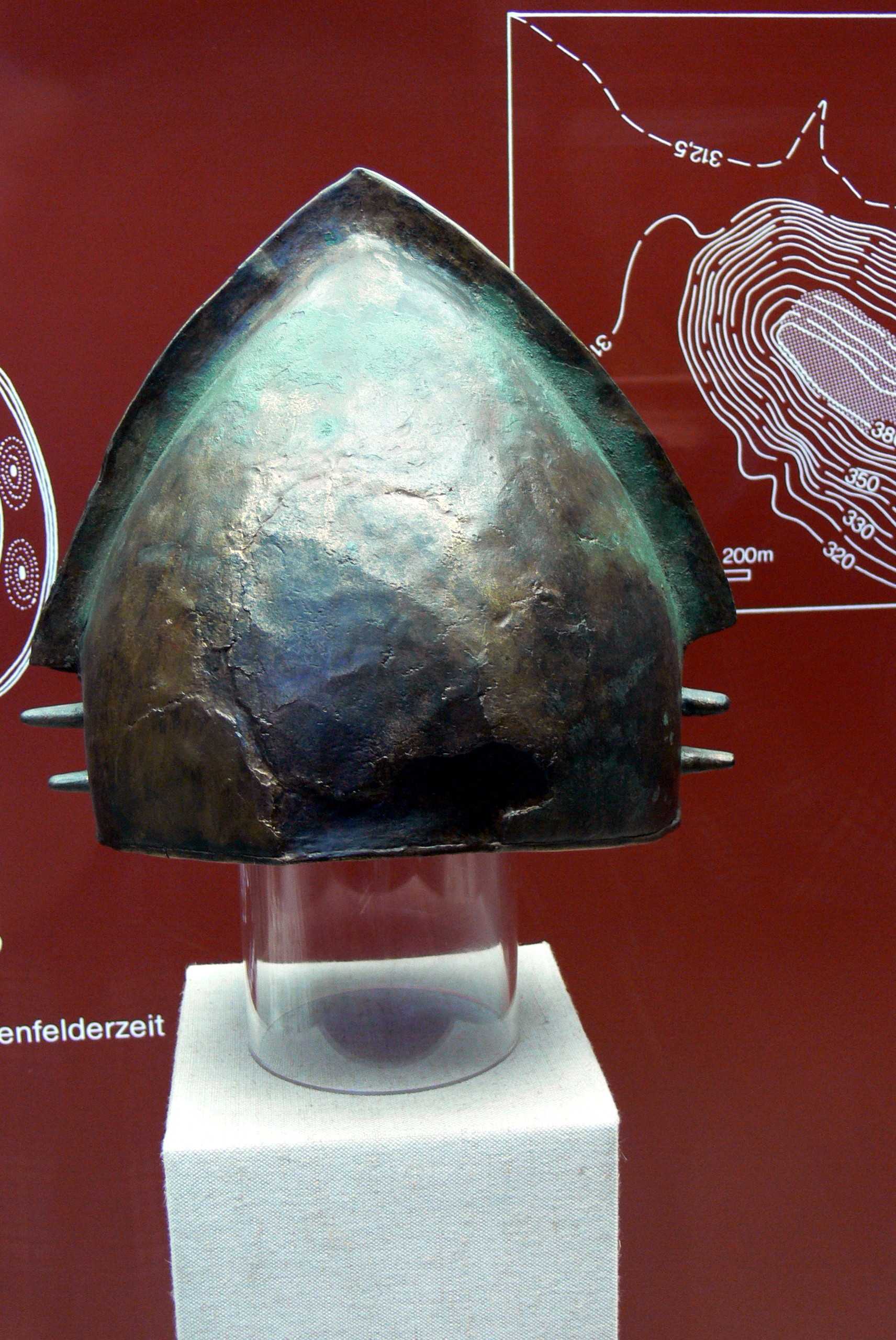
Elmo da Pocking

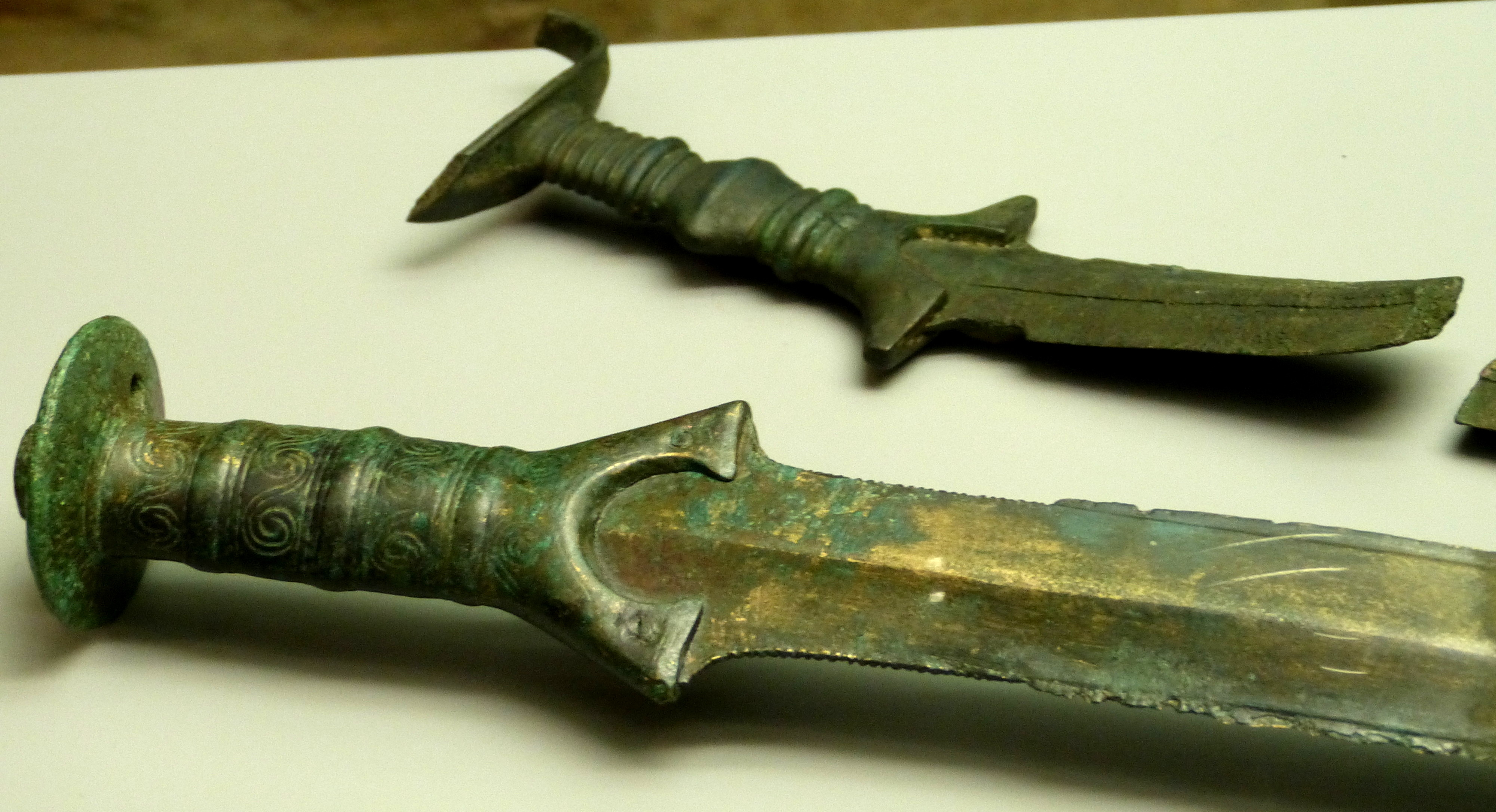
Spade della cultura dei campi di urne, Baviera

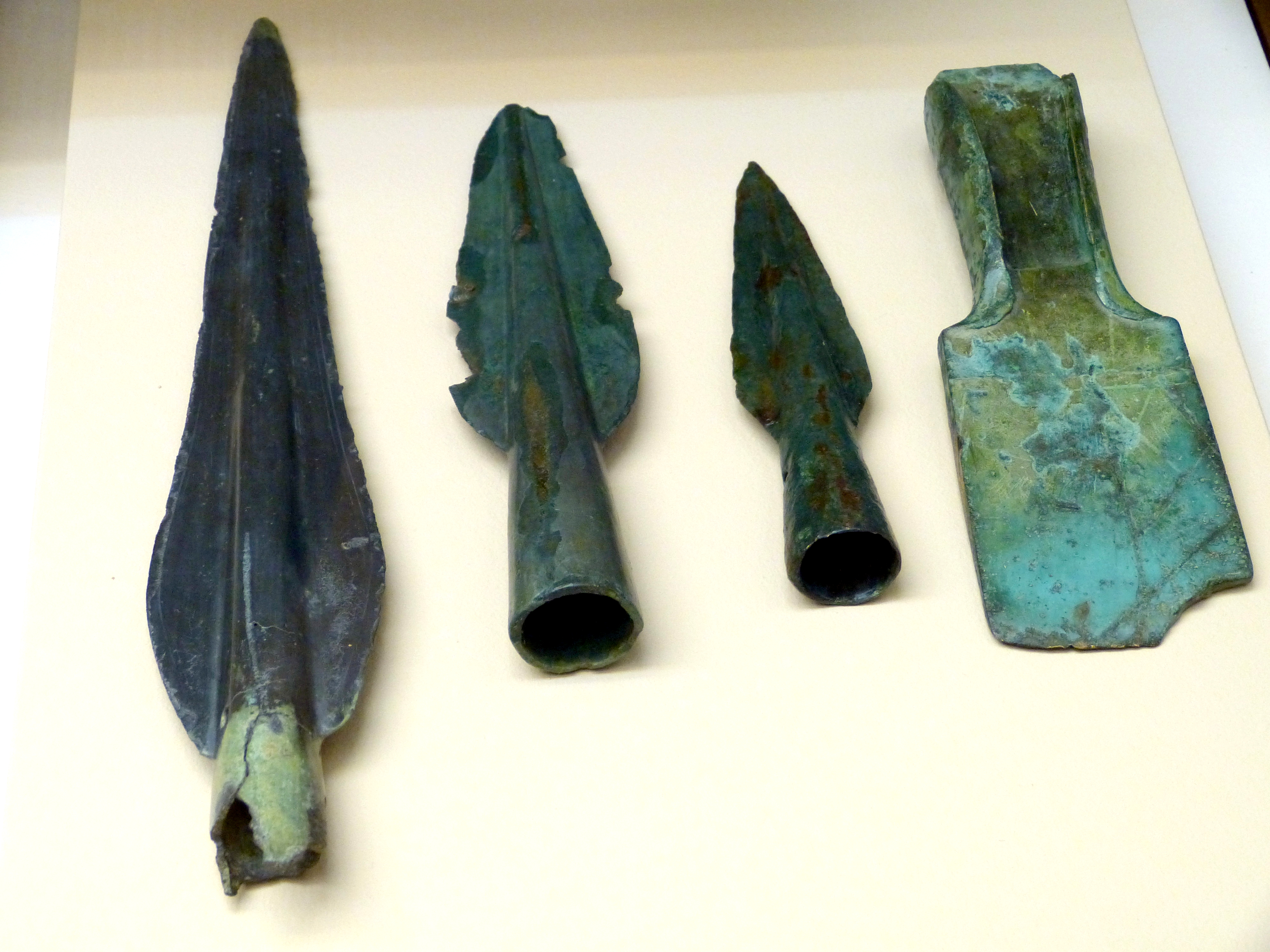
Punte di lancia ed ascia da Straubing

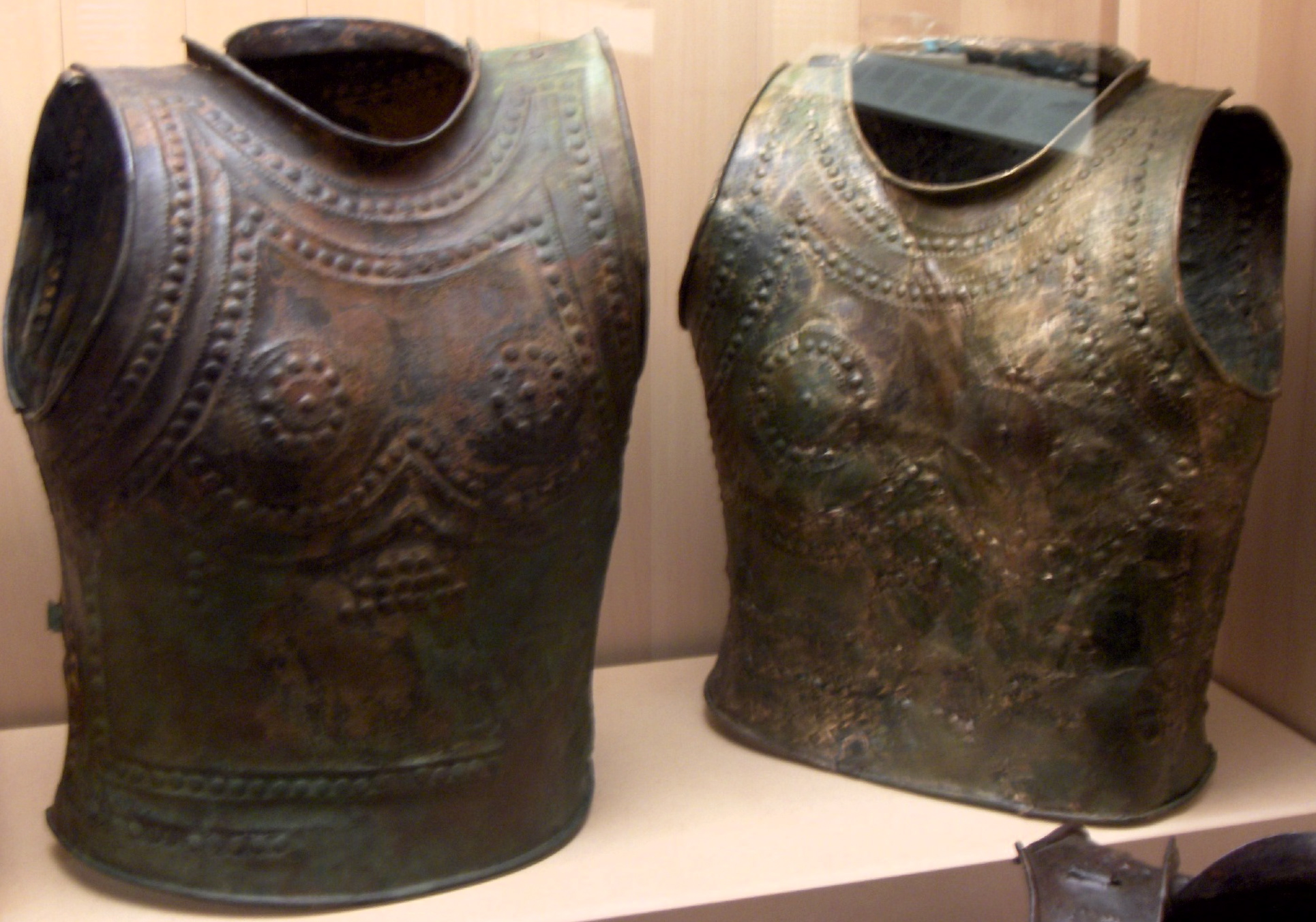
Due corazze rinvenute nel sito di Marmesse

Tipiche erano le asce con lame in bronzo battuto. Nelle zone settentrionali erano in uso ancora asce in pietra.
Le spade erano a forma di foglia e potevano essere usate di taglio, a differenza delle spade-pugnale della "cultura dei tumuli". Una parte della lama immediatamente sopra l'impugnatura era lasciata non affilata. Anche l'impugnatura era in bronzo, ma fusa separatamente e fatta in una lega differente, secondo un uso già conosciuto dalla media età del bronzo.
Altre spade avevano lame dotate di punta e probabilmente un manico di legno, osso o cuoio. Impugnature con bordi dovevano avere un riempimento decorativo in altro materiale deperibile.
Elementi in bronzo (media età del Bronzo, 1450-1350 a.C.) sono stati recuperati nel ritrovamento più antico nell'Italia settentrionale, nella tomba a cremazione di Alessandria, loc. Cascina Chiappona. All'interno dell'urna erano conservati i resti cremati e gli elementi del corredo metallico, ossia un pugnale, uno spillone e un elemento di copricaviglia in bronzo dalla tipica forma a doppia spirale che evidenziano una stretta relazione con l'area danubiana.
Elementi di protezione (scudi, corazze, schinieri ed elmi) furono estremamente rari e non si trovano quasi mai nelle sepolture.
L'esempio meglio conosciuto di scudo in bronzo, dotato di manici inchiodati, proviene da Plzeň in Boemia. Reperti simili sono stati rinvenuti in Germania, ed ancora nella Polonia occidentale, in Danimarca, in Gran Bretagna e in Irlanda e si suppone che provenissero dall'Italia settentrionale o dalle Alpi Orientali e che imitassero esemplari in legno.
Corazze in bronzo, già conosciute in epoca più antica, sono state trovate in alcuni siti francesi: a Marmesse (Champagne-Ardenne) ne sono stati rinvenuti nove esemplari, che erano stati collocati l'uno dentro l'altro. Si conoscono inoltre dischi in bronzo (phalerae) che forse erano cuciti sopra corazze in cuoio.
Schinieri in lamina di bronzo riccamente decorati sono stati rinvenuti in siti in Croazia e in Germania.

### Carri
Si conoscono una dozzina di sepolture con carri a quattro ruote con decorazioni in bronzo, risalenti sin dal periodo iniziale della cultura. Il carro di Altz era stato collocato sulla pira funebre ed elementi in osso sono rimasti attaccati agli assali, parzialmente fusi.
Siti con carri funerari:
- in Germania:
  - Hart an der Alz[15] (Baviera);
  - Mengen[16] (Baden-Württemberg);
  - Poing[17] (Baviera);
  - Königsbronn[18] (Baden-Württemberg);
- in Svizzera:
  - Saint Sulpice (cantone di Vaud).

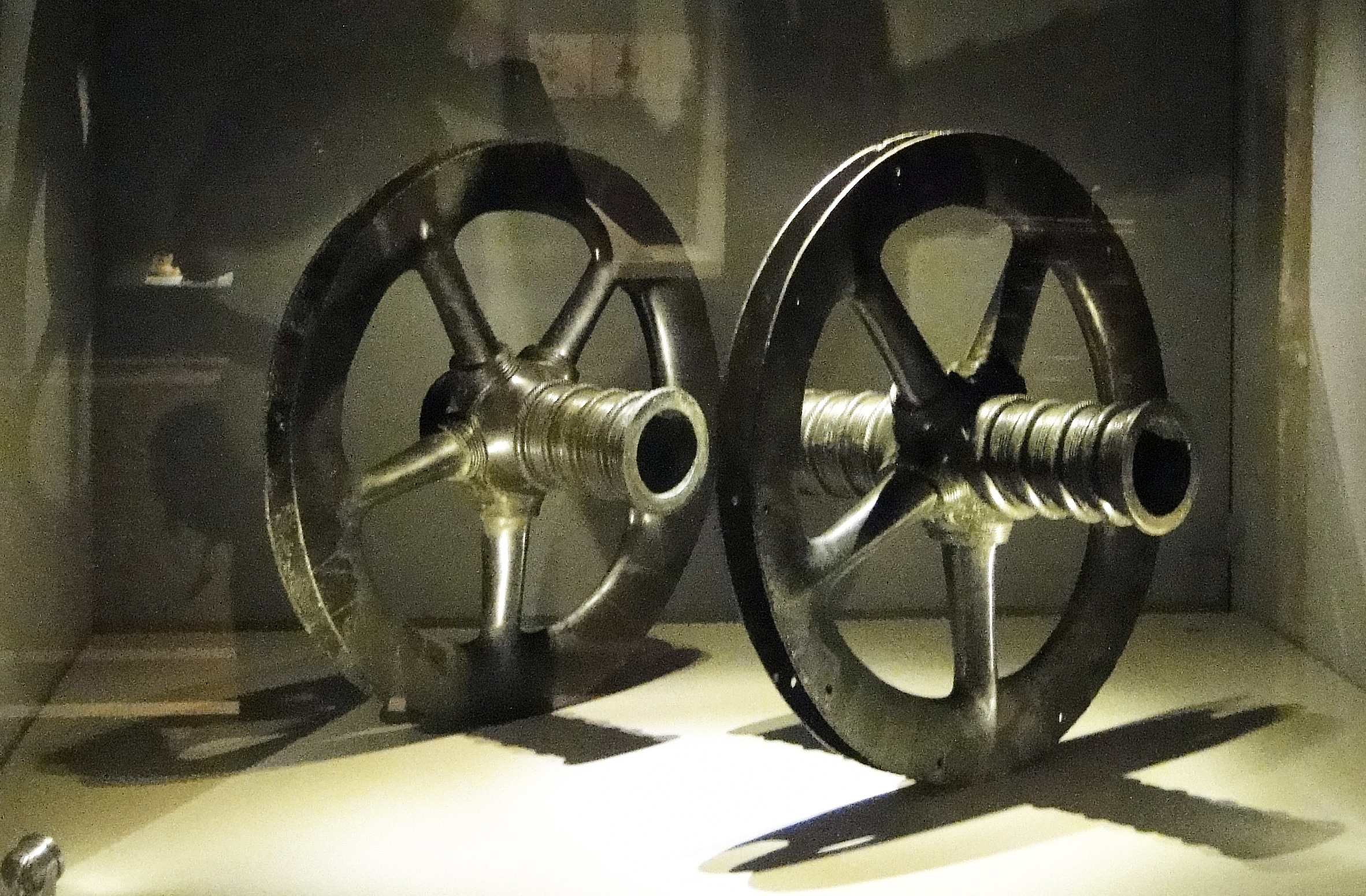
Ruote di carro in bronzo da Haßloch (IX secolo a.C.)

Della stessa epoca sono i morsi per cavalli in bronzo, fatti in un unico pezzo, mentre quelli fatti in due pezzi sono conosciuti solo nel periodo più tardo, probabilmente a seguito di influssi orientali.
Sono presenti sia ruote a raggi in legno e bronzo (sito di Stade) sia ruote a disco in legno (siti di Corcelettes, in Svizzera, e di Wasserburg-Buchau, nel Baden-Württemberg), con diametro di circa 80 cm.
Nel sito di Milavče (Boemia), è stato rinvenuto un piccolo carro a quattro ruote in bronzo utilizzato per reggere un calderone, ugualmente in bronzo, del diametro di 30 cm, nel quale erano contenuti i resti cremati del defunto. Si trattava di una tomba con un corredo eccezionalmente ricco, coperta da un tumulo.
Le sepolture con carri sono conosciute anche in altre culture dell'età del bronzo.

### Manufatti in ferro
Un anello in ferro proveniente dal sito di Vorwohlde (Bassa Sassonia), datato al XV secolo a.C. è la più antica evidenza della presenza del ferro nell'Europa centrale. Durante l'età del bronzo il ferro era utilizzato per decorare l'elsa di spade o pugnali. Il suo utilizzo per armi ed oggetti domestici iniziò solo nella successiva cultura di Hallstatt e si diffuse solo nella cultura di La Tène.

## Insediamenti
Il numero degli insediamenti sembra essere nettamente cresciuto rispetto a quelli della precedente "cultura dei tumuli", ma pochi di essi sono stati scavati e allo stato attuale delle ricerche non è possibile definire la loro organizzazione interna o individuare differenziazioni sociali tra diversi tipi di abitazione.

### Insediamenti fortificati
Gli insediamenti fortificati, sulle cime delle colline o sulle terrazze sovrastanti i fiumi, divennero piuttosto comuni e rappresentarono probabilmente i centri di potere. Secondo alcuni studiosi la loro diffusione è indice di un periodo particolarmente bellicoso. Molti di essi furono abbandonati alla fine dell'età del bronzo.
Spesso erano collocati su terrazze, nelle quali le fortificazioni erano necessarie solo su parte del perimetro. Le recinzioni erano costruite con i materiali disponibili sul luogo (muri in pietra a secco, graticciati in tavole di legno riempiti con pietrame o terra, palizzate di legno).
Nel sito di Hořovice (Boemia), circa 50 ettari sono circondati da un muro in pietra, ma la maggior parte degli insediamenti avevano dimensioni minori.
Negli insediamenti fortificati si svolgeva la maggior parte della produzione di oggetti metallici. Nel sito di Runde Berg (Baden-Württemberg), sono state rinvenute 25 fornaci in pietra.
Nella regione francese della Franca Contea esistono insediamenti in grotta, forse utilizzati in periodi di turbolenza.

### Insediamenti aperti
Gli scavi di insediamenti privi di fortificazioni sono più rari, ma questi dovevano essere ugualmente frequenti.
Erano costituiti da tre o quattro abitazioni con sostegni interni, costruite con pali di legno e muri in graticcio rivestiti di argilla mescolata a sabbia o a paglia. Pozzi scavati nel terreno erano utilizzati come magazzini.
Le abitazioni variavano per dimensioni: 4,5 m x 5 m a Runde Berg (Baden-Württemberg), mentre altre arrivano ad oltre 20 m di lunghezza. Nell'insediamento di Lovčičky (Moravia) sono state scavate 44 abitazioni e l'insediamento di Radonice (Boemia) disponeva di circa 100 pozzi di immagazzinaggio, utilizzati probabilmente per conservare i cereali, dimostrando un notevole surplus di produzione.
Sui laghi della Germania meridionale e della Svizzera erano presenti abitazioni su palafitte. Di particolare rilevanza per ricostruire l'organizzazione degli insediamenti è stato lo scavo del sito palafitticolo di Zugo (Svizzera), con tracce di distruzione per incendio, che ha restituito alcune datazioni per mezzo della dendrocronologia.

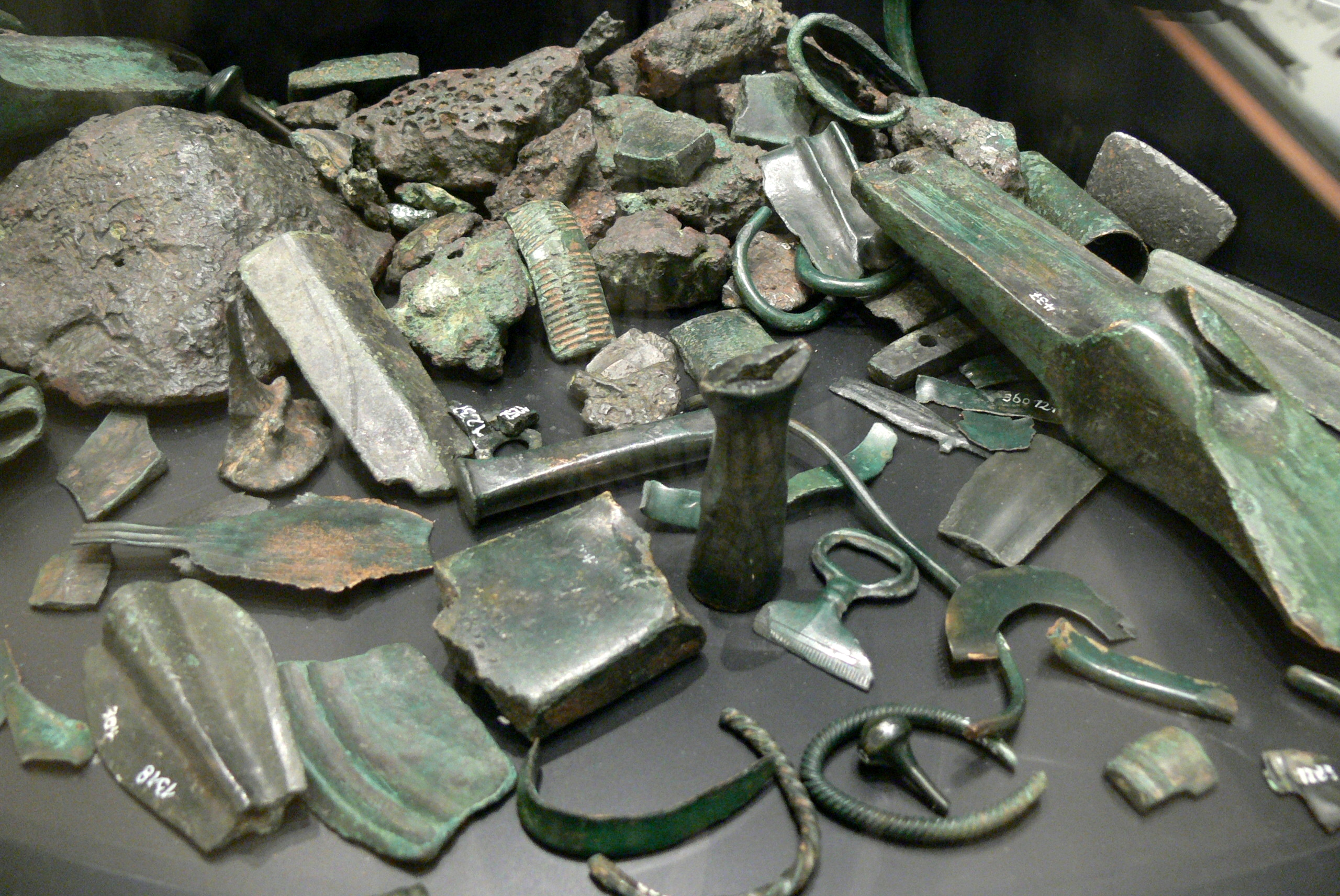
Deposito di oggetti da Stockheim

## Depositi di oggetti
Depositi di oggetti seppelliti in zone umide, spesso in luoghi difficilmente accessibili, molto diffusi nella cultura dei campi d'urne, rappresentavano probabilmente offerte agli dei.
In altri casi, depositi con frammenti di oggetti in bronzo erano probabilmente dovuti al loro immagazzinaggio per una successiva rifusione. Poiché i depositi del periodo più tardo contengono le stesse serie di oggetti delle tombe più antiche, alcuni studiosi li hanno tuttavia interpretati come corredi personali per l'aldilà.

## Culto
Nelle grotte del monte Kyffhäuser, ai confini della Turingia, sono stati rinvenuti scheletri privi di testa ed ossa umane ed animali sparse, che sono state interpretate come resti di sacrifici, e depositi di granaglie, fibre vegetali e oggetti in bronzo. Simili ritrovamenti si sono avuti anche nelle grotte delle colline di Ith (presso Hildesheim, nella Bassa Sassonia).
Nella cultura di Knovíz nei pozzi degli insediamenti sono stati rinvenute ossa umane con segni di taglio e tracce di bruciato, che sono state interpretate come prova della pratica del cannibalismo rituale, unita alla manipolazione e allo smembramento rituale dei corpi umani.
In numerose pitture e statuette sono raffigurati gli uccelli acquatici: questo dato, unito ai depositi votivi frequentemente collocati in fiumi e paludi, hanno fatto ritenere che esistessero credenze religiose legate alle acque. A volte le raffigurazioni degli uccelli acquatici sono unite a cerchi, nel cosiddetto "motivo della barca solare".
Secondo alcuni studiosi il culto legato alle acque doveva essere in relazione ad un periodo di siccità diffusa nella tarda età del bronzo, ma ci sono indizi per ritenere che piuttosto la "cultura dei campi di urne" sia associata ad un periodo più umido rispetto alla precedente "cultura dei tumuli", che potrebbe essere legato allo spostamento dei venti invernali a nord delle Alpi e dei Pirenei e ad un periodo più secco nel bacino del Mediterraneo.

## Alimenti e vestiario
Durante il periodo della "cultura dei campi di urne" si ebbe un esteso disboscamento e furono probabilmente creati per la prima volta campi aperti, la cui presenza è stata dedotta dall'analisi dei pollini. Il disboscamento comportò un'accentuata erosione e il conseguente aumento della quantità di sedimenti nei fiumi.
Erano coltivati i cereali e i legumi; al frumento e all'orzo si aggiunse in Ungheria e Boemia l'introduzione del miglio e dell'avena; in queste regioni era coltivata anche la segale, che più ad ovest era ancora un'erba nociva. Semi di papavero erano utilizzati per ricavarne olio o come droga. Si raccoglievano inoltre mele, pere, prugne, nocciole e ghiande.
Nel sito palafitticolo di Zugo sono state rinvenute tracce di una minestra di spelta e miglio. Nei campi di urne del basso Reno pani lievitati venivano posti sulla pira funebre e se ne sono conservati alcuni resti bruciati.
Colini in bronzo rinvenuti nelle sepolture più ricche (sito di Hart an der Alz, in Baviera) sono stati interpretati come colini per il vino, che doveva essere importato da sud, ma mancano prove sicure della presenza di questa bevanda.

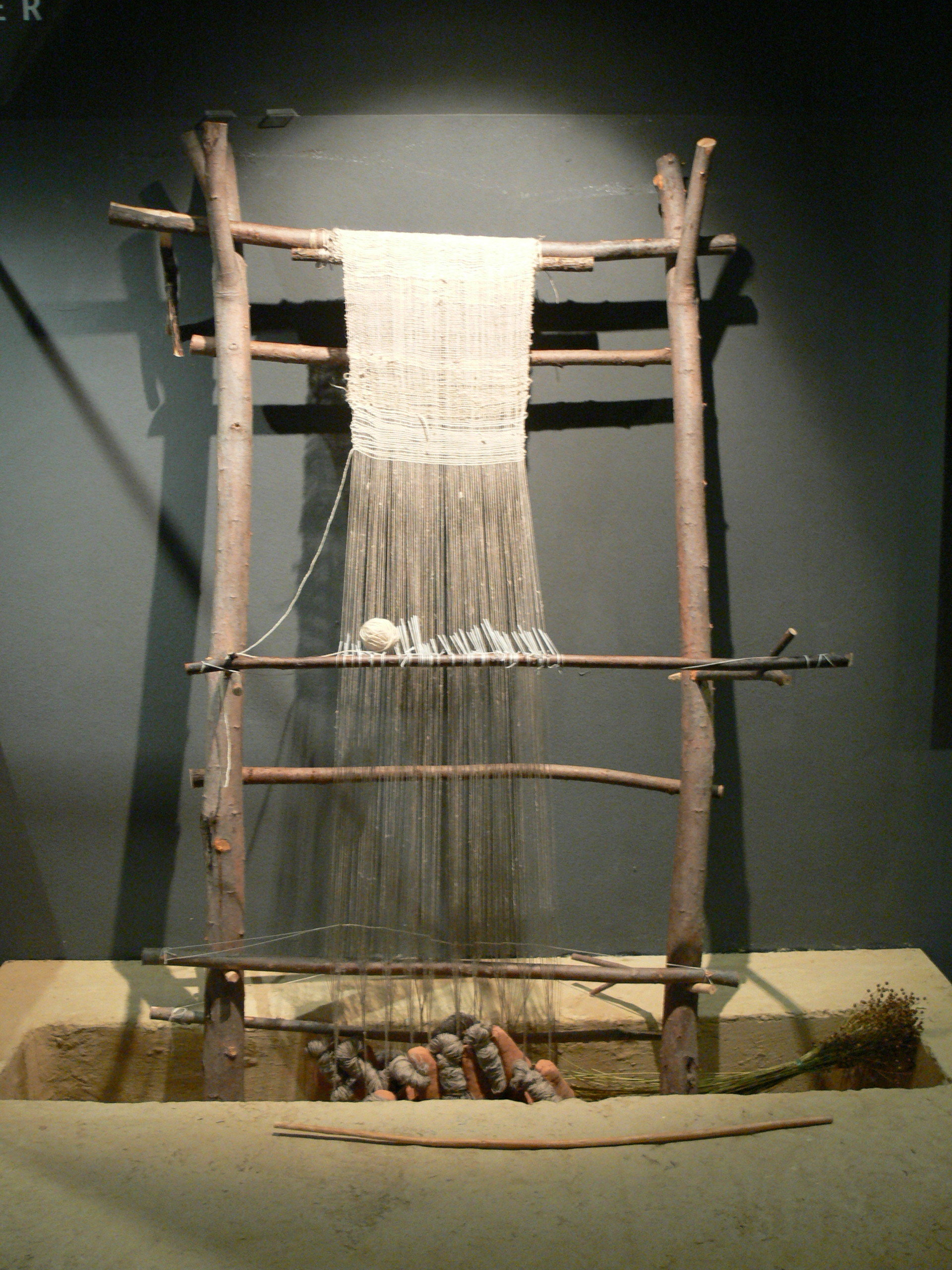
Ricostruzione di un telaio della cultura dei campi di urne

L'allevamento era ampiamente praticato (mucche, pecore, maiali, capre e forse anche oche) ed erano presenti anche cani e cavalli. Sia le mucche che i cavalli erano di razze piuttosto piccole e i cavalli raggiungevano appena 1,25 m al garrese.
Il lino ebbe un'importanza ridotta e per le vesti si adoperava soprattutto la lana. Si conosceva la filatura e la tessitura (i fusi sono ritrovamenti frequenti e si conoscono pesi per telai verticali). Per cucire venivano utilizzati aghi di bronzo.